# George Olteanu
Ion George Crinu Raicu-Olteanu (* 3. Mai 1974 in Ștefănești, Kreis Argeș) ist ein ehemaliger rumänischer Boxer. Er wurde 1999 Weltmeister im Bantamgewicht.

## Boxkarriere
Olteanu scheiterte in der Vorrunde der Europameisterschaft 1993 in Bursa gegen Rico Kubat und wurde 1995 erstmals Rumänischer Meister.
Bei der Europameisterschaft 1996 in Vejle besiegte er Dirk Krüger und Sergio Spatafora, ehe er im Viertelfinale gegen Aleksandar Christow ausschied. Bei den Olympischen Sommerspielen 1996 in Atlanta siegte er gegen Samuel Álvarez und Kalai Riadh, ehe er im Viertelfinale gegen István Kovács unterlag. Bei der Weltmeisterschaft 1997 in Budapest gewann er gegen Rocky Juarez, ehe er im Achtelfinale gegen Myrko Schade verlor.
Bei der Weltmeisterschaft 1999 in Houston gewann er dann mit Siegen gegen Ağası Məmmədov, Sontaya Wongprates, Benoit Gaudet und Kamil Dschamaludinow die Goldmedaille im Bantamgewicht und wurde zum Ehrenbürger der Gemeinde Pitești ernannt. Bei den Olympischen Sommerspielen 2000 in Sydney kam er dann gegen Artur Mikaelian und César Morales erneut in das Viertelfinale, wo er gegen Clarence Vinson ausschied.
Am 5. Juni 2001 bestritt er einen Profikampf im kanadischen Trois-Rivières, den er nach Punkten gewann.
Nach seiner Wettkampfkarriere wurde er Sportlehrer und Boxtrainer in Montreal.